# Arno Del Curto
Arno Del Curto, né le 23 juillet 1956 à Saint-Moritz est un joueur et entraineur suisse de hockey sur glace.

## Carrière

### De joueur
Arno Del Curto a commencé en 1re ligue avec le HC Saint-Moritz, avant de rejoindre le club zurichois de GC, toujours en troisième division suisse. Il a également évolué avec les ZSC Lions, en LNB. À l'âge de 21 ans, il a dû arrêter sa carrière à cause d'une grave blessure à la cheville.

### D'entraîneur
Il devient par la suite entraîneur, commençant par des clubs de 2e ligue (quatrième division suisse). Il reçoit, en 1990, le poste d'entraîneur du SC Herisau, équipe militant en LNB. Il s'agit alors de son premier contrat professionnel. L'année suivante, il est engagé par le Zürcher SC, qui joue alors en LNA. Il reste trois ans dans le club zurichois avant de répondre favorablement à une offre de l'EHC Bülach, qui milite en seconde division. 
Après un passage au HC Lucerne, il est nommé sélectionneur de l'équipe de Suisse des moins de 20 ans.
De la saison 1996-1997 à la moitié de 2018-2019, il occupe le poste d'entraîneur du HC Davos, ce qui constitue un record de longévité mondial au niveau d'un club. En remportant son cinquième titre de champion de Suisse, en 2011, il bat l'ancienne marque de quatre victoires en séries éliminatoires détenue par John Slettvoll (it), alors à la tête du HC Lugano pendant les années 1980.

## Caractéristiques
Très proche de ses joueurs, se considérant même comme leur ami, Arno Del Curto a une personnalité plutôt atypique. En effet, sous ses airs bonhommes se cachent un meneur d'hommes né, doublé d'un communicateur hors pair, perfectionniste et parfois colérique.
Selon lui, une équipe doit être constitué d'un « mélange entre guerriers et chefs. Elle a besoin de buteurs fiables, de défenseurs solides et d'attaquants au profil plutôt défensif. En outre, il faut avoir un noyau de joueurs dominants, avec un bon caractère et une forte personnalité ». Arno Del Curto a pu constituer cette équipe à Davos en s'arrogeant tous les pouvoirs. Les nouveaux venus doivent composer avec son système, son groupe de fidèles, sinon la porte n'est jamais loin.
Arno Del Curto n'hésite pas à lancer de jeunes joueurs dans le grand bain. Les exemples sont nombreux : Samuel Guerra (de), Leonardo Genoni, Reto Berra, Jonas Hiller, Marc et Dino Wieser, etc.
Son look est à son image, à part : lunettes à la Harry Potter, cheveux en bataille, jeans, anorak noir ou pull en laine. Ce qui fait dire à certains qu'il est l'entraîneur le moins bien habillé d'Europe.

## Palmarès

### Individuel
- Nommé meilleur entraîneur d'Europe : 2009[5]
- Nommé meilleur entraîneur de LNA : 1998, 2002, 2005, 2007

### Collectif
- Championnat de Suisse de LNA
  - Vainqueur : 2002, 2005, 2007, 2009, 2011, 2015
  - Finaliste : 1998, 2003, 2006

- Coupe de Suisse
  - Finaliste : 2018

- Coupe Spengler
  - Vainqueur : 2000, 2001, 2004, 2006, 2011
  - Finaliste : 1996, 1998, 2002, 2003, 2009, 2012